# 井上正一

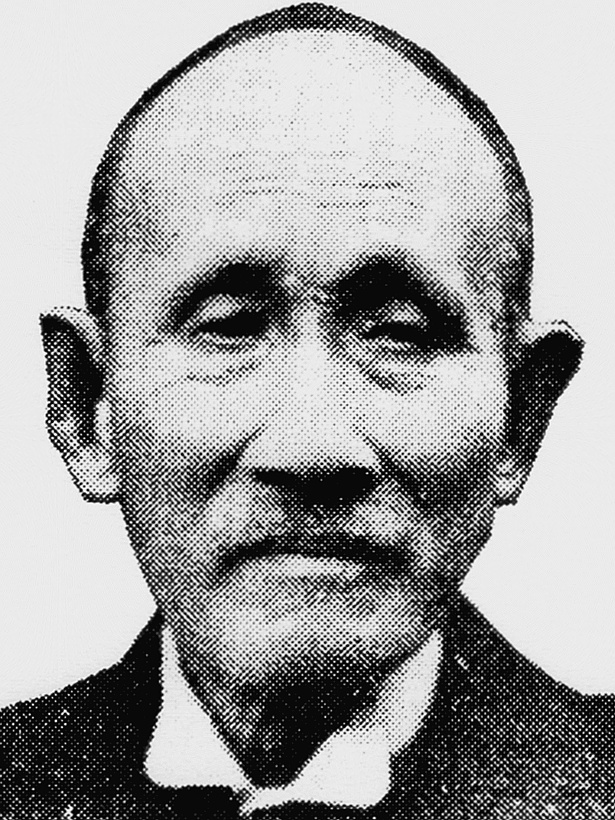
井上正一

井上 正一（いのうえ せいいち、1850年4月7日（嘉永3年2月25日） - 1936年（昭和11年）10月3日）は、日本の法学者、衆議院議員、大審院判事。

## 略歴
長門国大津郡伊上村（山口県大津郡菱海村、油谷町を経て現在の山口県長門市油谷伊上）生まれ。1866年の四境戦争に際して長州藩諸隊の一つ鐘秀隊に加わり、芸州口と石州口を転戦。その後許可を得て隊を離れ、萩明倫館と山口文学寮で学ぶ。維新後に単身上京して箕作麟祥の下でフランス学を修めた。1870年開成学校に入った後、長州藩の貢進生に選ばれ、大学南校を経て1875年に司法省法学校を卒業。同年秋にフランスに留学し、法学博士の学位を取得。1881年に帰国するとただちに司法省雇となり、開校間もない明治法律学校（のちの明治大学）にも講師として迎えられた。旧民法（特に人事編）の起草などにも関与した。
1890年の第1回衆議院議員総選挙で山口2区から出馬して当選するも、1891年5月11日、大審院判事に転じて衆議院議員を辞職し、同年の大津事件で児島惟謙大審院長の下で陪席判事を務めた。その後も大審院部長（1903年～1913年）などの要職を歴任するかたわら明治法律学校の教頭（1890年～1892年、1900年～1904年）を務めた。
1912年（明治45年）5月、大審院判事としての職務懈怠により、大審院懲戒裁判所においてけん責の懲戒を受けた。
1920年からは明治大学商議員となり、1936年に没するまで明大の教育と経営に関わり続けた。

## 栄典
位階
- 1902年（明治35年）4月30日 - 従四位[12]
- 1907年（明治40年）5月20日 - 正四位[13]

勲章
- 1897年（明治30年）12月28日 - 勲四等瑞宝章[14]

## 主な著書
- 『仏国人事法講』 明法堂、共著、1888年
- 『刑事訴訟法義解』 明法堂、1891年
- 『訂正刑事訴訟法義解』 明法堂、1893年
- 『日本刑法講義』 明法堂、1893年